# Parc de la Sierra de la Marina
Le parc de la Sierra de Marina est un espace naturel protégé situé dans les comarques de Vallès Occidental, Vallès Oriental, Barcelonès et Maresme (province de Barcelone), en Catalogne,.

## Description

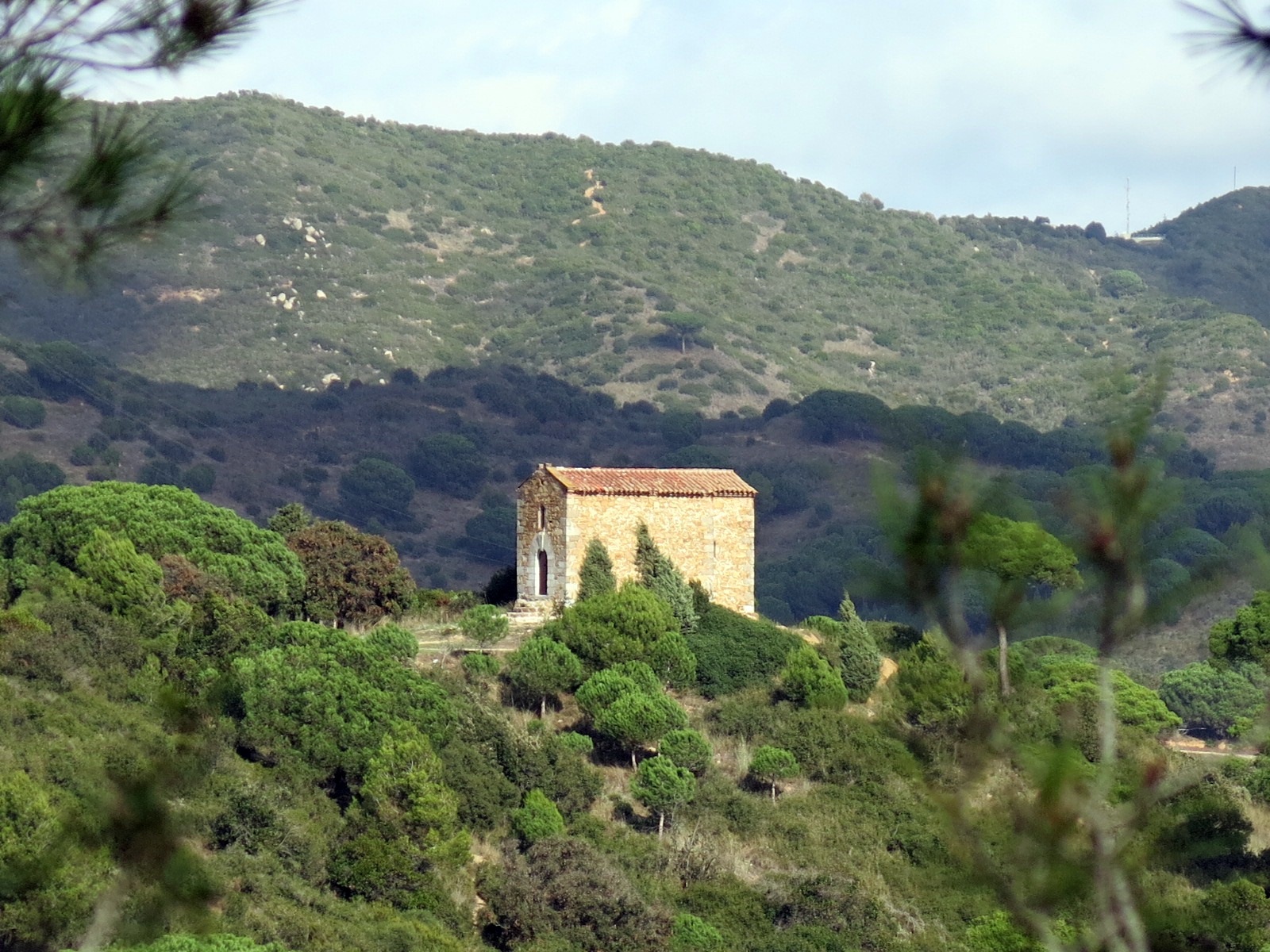
Ermitage de Sant Onofre.

Le parc de la Sierra de la Marina, d'une superficie de 3 032 ha, comprend le secteur sud de la Sierra de la Marina (es), entre la zone de Sant Mateu-Céllecs et Santa Coloma de Gramanet. Son point culminant est le Turó de Galzeran (485 m). Il s'agit d'une superficie de 4 000 ha, dont une partie est incluse dans l'espace naturel Conreria-Sant Mateu-Cellecs, défini dans le Plan Spécial.
Le Plan Spécial, sensible aux problèmes présentés par les espaces périurbains, régule ce territoire et établit les critères de base pour la protection et l'amélioration de l'environnement et du paysage, combinant la conservation du patrimoine naturel et culturel avec l'utilisation de l'espace et le maintien des activités économiques.

## Flore
L'orientation ombragée des versants des vallées présente des formations typiques des zones plus humides, comme des forêts de chêne vert et de chêne commun. Les systèmes naturels des versants ensoleillés sont typiques des zones sèches, avec des communautés arbustives et herbacées, avec quelques parcelles d'arbres, principalement de pin parasol.

## Faune
Conformément à la prédominance des milieux méditerranéens dans la zone d'étude, tant ouverts que forestiers, les populations d'oiseaux présentent également une composante importante d'espèces issues de ces deux types d'habitats. Il convient cependant de noter la présence de certaines espèces rares dans les espaces ouverts, qui occupent les communautés arbustives de la solana de la sierra ; il s'agit de migrants trans-sahariens comme le traquet oreillard (Oenanthe hispanica), la fauvette orphée (Curruca hortensis), la pie-grièche à tête rousse (Lanius senator) et le pipit rousseline (Anthus campestris). Le nombre de rapaces qui nichent dans la zone est remarquable, mais il convient également de mentionner l'intérêt de la nidification d'un couple de hibou grand-duc (Bubo bubo).
Parmi les mammifères, on trouve à la fois le hérisson d'Europe (Erinaceus europaeus), qui occupe les zones ombragées, et le hérisson d'Algérie (Atelerix algirus), dans les milieux de brousse plus secs. Quant aux rongeurs, l'écureuil roux (Sciurus vulgaris) et la souris de terre (Apodemus sylvaticus) ont été localisés. La présence du renard roux (Vulpes vulpes), de la fouine (Martes foina), du blaireau européen (Meles meles), de la  genette commune (Genetta genetta) et du sanglier (Sus scrofa) a également été constatée. Le lapin de garenne (Oryctolagus cuniculus) est très abondant dans certaines régions et le lièvre d'Europe (Lepus europaeus) se distingue par son extrême rareté.

## Occupation humaine
Cette zone protégée contient un riche patrimoine historique, avec des villes ibériques (comme Puig Castellar) et des édifices religieux (Chartreuse Notre-Dame de Montalegre, Notre-Dame de Cisa, Ermitage de Sant Onofre…).